# Athlétisme aux Jeux de l'Asie de l'Est de 1993
Navigation
Édition suivante
Les compétitions d'athlétisme aux Jeux de l'Asie de l'Est de 1993 se sont déroulées à Shanghai en Chine.

## Résultats

### Hommes
| Épreuve | Or                                             | Or                | Argent                     | Argent            | Bronze                         | Bronze            |
| --- | ---------------------------------------------- | ----------------- | -------------------------- | ----------------- | ------------------------------ | ----------------- |
| 100 m | Jin Sun-Kuk Corée du Sud                       | 10 s 23           | Lin Wei Chine              | 10 s 24           | Chen Wenzhong Chine            | 10 s 25           |
| 200 m Vent: 3,0 m/s | Zhao Cunlin Chine                              | 20 s 99 w         | Koji Ono Japon             | 21 s 19 w         | Koji Ito Japon                 | 21 s 19 w         |
| 400 m | Yu Baoyi Chine                                 | 46 s 77           | Xie Hong Chine             | 46 s 92           | Koichi Konakatomi Japon        | 47 s 00           |
| 800 m | Lee Jin-Il Corée du Sud                        | 1 min 47 s 13     | Kim Yong-hwan Corée du Sud | 1 min 48 s 75     | Han Bo Chine                   | 1 min 48 s 80     |
| 1 500 m | Kim Soon-Hyung Corée du Sud                    | 3 min 56 s 17     | Lin Jun Chine              | 3 min 56 s 18     | Kim Bong-Yoo Corée du Sud      | 3 min 57 s 46     |
| 5 000 m | Yosuke Osawa Japon                             | 13 min 47 s 61    | Jun Hiratsuka Japon        | 13 min 51 s 67    | Jiu Shangxuan Chine            | 13 min 54 s 09    |
| 10 000 m | Nozomi Saho Japon                              | 29 min 03 s 55    | Tadashi Fukushima Japon    | 29 min 05 s 09    | Ryu Ok-Hyon Corée du Nord      | 29 min 41 s 44    |
| 110 m haies Vent: 2,4 m/s | Zheng Jinsuo Chine                             | 13 s 77 w         | Nobuaki Hoki Japon         | 13 s 88 w         | Kimihiro Kaneko Japon          | 14 s 21 w         |
| 400 m haies | Shunji Karube Japon                            | 49 s 93           | Gao Yonghong Chine         | 50 s 84           | Du Yuechun Chine               | 51 s 03           |
| 3000 m steeple | Akira Nakamura Japon                           | 8 min 51 s 72     | Sun Ripeng Chine           | 8 min 52 s 66     | Niu Xinxiang Chine             | 9 min 04 s 54     |
| 4 × 100 m | Chine                                          | 39 s 36           | Japon                      | 39 s 59           | Corée du Sud                   | 40 s 37           |
| 4 × 400 m | Chine Xie Hong Yu Baoyi Zhao Cunlin Luo Xuming | 3 min 04 s 35     | Japon                      | 3 min 05 s 99     | Corée du Nord                  | 3 min 26 s 75     |
| 20 000 m marche | Chen Shaoguo Chine                             | 1 h 21 min 29 s 1 | Li Mingcai Chine           | 1 h 22 min 18 s 4 | Tsutomu Takushima Japon        | 1 h 22 min 40 s 2 |
| Saut en hauteur | Takahisa Yoshida Japon                         | 2,26 m            | Lee Jin-Taek Corée du Sud  | 2,26 m            | Xu Yang Chine                  | 2,24 m            |
| Saut à la perche | Ge Yun Chine                                   | 5,20 m            | Takumi Takahashi Japon     | 5,10 m            | Toshiyuki Hashioka Japon       | 5,10 m            |
| Saut en longueur | Nai Hui-Fang Taipei chinois                    | 8,34 m            | Nobuharu Asahara Japon     | 7,93 m            | Zhou Ming Chine                | 7,84 m            |
| Triple saut | Zou Sixin Chine                                | 16,77 m w         | Park Min-soo Corée du Sud  | 16,58 m w         | Chen Yanping Chine             | 16,53 m           |
| Lancer du poids | Ma Yongfeng Chine                              | 19,50 m           | Xie Shengying Chine        | 18,32 m           | Lee Sung-Hoon Corée du Sud     | 17,12 m           |
| Lancer du disque | Ma Wei Chine                                   | 57,18 m           | Kim Yong-Nam Corée du Nord | 51,56 m           | Dashdendev Makhashiri Mongolie | 49,72             |
| Lancer du marteau | Bi Zhong Chine                                 | 74,60 m           | Akiyoshi Ikeda Japon       | 67,62 m           | Koji Murofushi Japon           | 66,78 m           |
| Lancer du javelot | Zhang Lianbiao Chine                           | 77,56 m           | Chen Junlin Chine          | 75,02 m           | Kim Ho-Kyum Corée du Sud       | 69,32 m           |
| Décathlon | Munehiro Kaneko Japon                          | 7995 pts          | Cai Min Chine              | 7824 pts          | Lee Fu-An Taipei chinois       | 7678 pts          |
| Records et Performances - AR : Record continental (area record) - CR : Record des championnats (championship record) - MR : Record du meeting (meet record) - NR : Record national (national record) - OR : Record olympique (olympic record) - PR : Record paralympique (paralympic record) - PB : Record personnel (personal best) - SB : Meilleure performance personnelle de la saison (season's best) - WL : Meilleure performance mondiale de l'année (world leader) - WJR : Record du monde junior (world junior record) - WR : Record du monde (world record) Circonstances et Conditions - DNF : N'a pas terminé (did not finish) - DNS : N'a pas pris le départ (did not start) - DQ : Disqualification (disqualification) - NM : Aucun essai valable enregistré (No Mark) - Q : Qualifié « directement » au prochain tour (ou à la prochaine compétition), lors d'une compétition majeure, grâce au classement ou à la réalisation des minima (automatic qualifier) - q : Qualifié au prochain tour (ou à la prochaine compétition), lors d'une compétition majeure, grâce au repêchage ou à la réalisation de l'une des meilleures performances parmi celles des « non qualifiés directement » (grâce au meilleur temps ou à la meilleure distance par exemple) (secondary qualifier) |                                                |                   |                            |                   |                                |                   |

### Femmes
| Épreuve | Or                            | Or             | Argent                       | Argent         | Bronze                              | Bronze                              |
| --- | ----------------------------- | -------------- | ---------------------------- | -------------- | ----------------------------------- | ----------------------------------- |
| 100 m | Wang Huei-Chen Taipei chinois | 11 s 38        | Xiao Yehua Chine             | 11 s 56        | Gao Han Chine                       | 11 s 57                             |
| 200 m Vent: 2,0 m/s | Wang Huei-Chen Taipei chinois | 23 s 47        | Chen Zhaojing Chine          | 23 s 67        | Han Qing Chine                      | 23 s 76                             |
| 400 m | Len Xuiyan Chine              | 53 s 75        | Hsu Pei-Ching Taipei chinois | 54 s 97        | Keiko Amano Japon                   | 55 s 75                             |
| 800 m | Zhang Yumei Chine             | 2 min 01 s 68  | Lu Yi Chine                  | 2 min 03 s 38  | Choi Ok-Soon Corée du Nord          | 2 min 08 s 03                       |
| 1 500 m | Qu Yunxia Chine               | 4 min 04 s 42  | Liu Dong Chine               | 4 min 07 s 25  | Choi Ok-Soon Corée du Nord          | 4 min 14 s 76                       |
| 3 000 m | Zhang Lirong Chine            | 8 min 40 s 30  | Zhang Linli Chine            | 8 min 44 s 82  | Junko Kataoka Japon                 | 8 min 59 s 10                       |
| 10 000 m | Zhong Huandi Chine            | 32 min 32 s 37 | Wang Xiuting Chine           | 32 min 36 s 29 | Maiko Kawasaki Japon                | 33 min 20 s 94                      |
| 100 m haies Vent: −1,8 m/s | Zhang Yu Chine                | 13 s 23        | Feng Yinghua Chine           | 13 s 31        | Chan Sau Ying Hong Kong             | 13 s 35                             |
| 400 m haies | Zhang Weimin Chine            | 56 s 21        | Jiang Limei Chine            | 56 s 96        | Hsu Pei-Ching Taipei chinois        | 59 s 08                             |
| 4 × 100 m | Chine                         | 44 s 23        | Japon                        | 45 s 49        | Seulement deux médailles attribuées | Seulement deux médailles attribuées |
| 4 × 400 m | Chine                         | 3 min 33 s 41  | Japon                        | 3 min 40 s 85  | Seulement deux médailles attribuées | Seulement deux médailles attribuées |
| 10 000 m marche | Li Chunxiu Chine              | 45 min 00 s 32 | Cui Yingzi Chine             | 46 min 08 s 07 | Yuko Sato Japon                     | 46 min 29 s 39                      |
| Saut en hauteur | Wang Wei Chine                | 1,89 m         | Fu Xiuhong Chine             | 1,87 m         | Lin Su-Chi Taipei chinois           | 1,83 m                              |
| Saut en longueur | Yang Juan Chine               | 6,45 m         | Li Yong-Ae Corée du Nord     | 6,33 m         | Wang Shu-Hwa Taipei chinois         | 6,15 m                              |
| Triple saut | Zhang Jing Chine              | 13,64 m        | Li Yong-Ae Corée du Nord     | 13,25 m w      | Yoko Morioka Japon                  | 13,01 m                             |
| Lancer du poids | Zhang Liuhong Chine           | 19,88 m        | Li Xiaoyun Chine             | 18,17 m        | Lee Myung-Sun Corée du Sud          | 15,99 m                             |
| Lancer du disque | Min Chunfeng Chine            | 63,12 m        | Qiu Qiaoping Chine           | 55,50 m        | Ikuko Kitamori Japon                | 49,90 m                             |
| Lancer du javelot | Ha Xiaoyan Chine              | 64,52 m        | Lee Young-Sun Corée du Sud   | 61,44 m        | Zhao Yuhong Chine                   | 60,12 m                             |
| Heptathlon | Zhu Yuqing Chine              | 6064 pts       | Zhang Xiaohui Chine          | 5821 pts       | Ma Chun-Ping Taipei chinois         | 5636 pts                            |
| Records et Performances - AR : Record continental (area record) - CR : Record des championnats (championship record) - MR : Record du meeting (meet record) - NR : Record national (national record) - OR : Record olympique (olympic record) - PR : Record paralympique (paralympic record) - PB : Record personnel (personal best) - SB : Meilleure performance personnelle de la saison (season's best) - WL : Meilleure performance mondiale de l'année (world leader) - WJR : Record du monde junior (world junior record) - WR : Record du monde (world record) Circonstances et Conditions - DNF : N'a pas terminé (did not finish) - DNS : N'a pas pris le départ (did not start) - DQ : Disqualification (disqualification) - NM : Aucun essai valable enregistré (No Mark) - Q : Qualifié « directement » au prochain tour (ou à la prochaine compétition), lors d'une compétition majeure, grâce au classement ou à la réalisation des minima (automatic qualifier) - q : Qualifié au prochain tour (ou à la prochaine compétition), lors d'une compétition majeure, grâce au repêchage ou à la réalisation de l'une des meilleures performances parmi celles des « non qualifiés directement » (grâce au meilleur temps ou à la meilleure distance par exemple) (secondary qualifier) |                               |                |                              |                |                                     |                                     |

## Tableau des médailles
| Rang  | Nation         | Or | Argent | Bronze | Total |
| ----- | -------------- | -- | ------ | ------ | ----- |
| 1     | Chine          | 29 | 22     | 11     | 62    |
| 2     | Japon          | 6  | 11     | 12     | 29    |
| 3     | Corée du Sud   | 3  | 4      | 5      | 12    |
| 4     | Taipei chinois | 3  | 1      | 5      | 9     |
| 5     | Corée du Nord  | 0  | 3      | 4      | 7     |
| 6=    | Hong Kong      | 0  | 0      | 1      | 1     |
| 6=    | Mongolie       | 0  | 0      | 1      | 1     |
| 8     | Macao          | 0  | 0      | 0      | 0     |
| Total | Total          | 41 | 41     | 39     | 121   |